# ميغامان (مسلسل كرتوني)
ميغامان مسلسل رسوم متحركة أمريكي عرض لأول مره في 11 سبتمبر 1994 واستمر عرضه حتى 10 ديسمبر 1995 تمت دبلجة المسلسل للغة العربية .

## روابط خارجية
- ميغامان على موقع IMDb (الإنجليزية)
- ميغامان على موقع كينوبويسك (الروسية)
- ميغامان على موقع قاعدة بيانات الفيلم (الإنجليزية)
- ميغامان على موقع ANN anime (الإنجليزية)
- A website dedicated to the Mega Man Cartoon Series
- ميغامان (مسلسل كرتوني)  في شبكة أخبار الأنمي